# Leon Simon (Mathematiker)

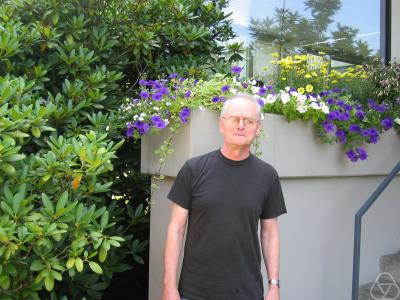
Leon Simon in Oberwolfach 2005

Leon Melvyn Simon (* 6. Juli 1945 in Adelaide) ist ein australischer Mathematiker, der sich mit Analysis beschäftigt.

## Leben
Simon studierte an der University of Adelaide (Bachelorabschluss 1967) und promovierte dort 1971 bei James H. Michael (Interior Gradient Bounds for Non-Uniformly Elliptic Equations), während er gleichzeitig Tutor an der Universität war. Danach war er 1972/73 Lecturer an der Flinders University und 1973 bis 1976 Assistant Professor an der Stanford University. 1976/77 war er Visiting Assistant Professor an der University of Adelaide, 1977/78 Associate Professor an der University of Minnesota. 1978 wurde er Professor an der University of Melbourne und 1981 an der Australian National University.  Ab 1986 war er Professor an der Stanford University. Er war unter anderem Gastprofessor an der ETH Zürich.
Simon beschäftigte sich mit geometrischer Maßtheorie, partiellen Differentialgleichungen und Variationsproblemen.
1974/75 war er Sloan Research Fellow. Er ist Fellow der American Mathematical Society. 1990 erhielt er den Bôcher Memorial Prize für ab 1983 geleistete fundamentalen Beiträge zum Verständnis singulärer Mengen in den Lösungen von Variationsproblemen, zum Beispiel im Plateau-Problem. 1983 wurde er in die australische Akademie der Wissenschaften aufgenommen, im selben Jahr erhielt er die Medaille der Australian Mathematical Society. Seit 1994 ist er Mitglied der American Academy of Arts and Sciences. 1983 war er Invited Speaker auf dem Internationalen Mathematikerkongress in Warschau (Recent developments in the theory of minimal surfaces). Für 2017 erhielt er den AMS Leroy P. Steele Prize for Seminal Contribution to Research. 2022 wurde er mit dem ICCM International Cooperation Award ausgezeichnet.
Zu seinen Doktoranden zählt Richard Schoen.

## Schriften
- Lectures on Geometric Measure Theory, Proc. Centre for Mathematical Analysis, Australian National University, Canberra 1983
- An Introduction to Multivariable Mathematics, Morgan and Claypool 2008
- Theorems on regularity and singularity of energy minimizing maps, Birkhäuser 1996 (Vorlesungen an der ETH Zürich)